# فاوانيا الجزائر
فاوانيا الجزائر (بالإنجليزية: Paeonia algeriensis)‏ هي إحدى أنواع الفاوانيا أو مايعرف بعود الصليب وهو نباتٌ عشبيٌّ حوليٌ أو مُعمّرٌ عشبي ينتشر في سلسلة الجبال الساحلية في الجزائر (ما يعرف بمنطقة القبائل وجبال جرجرة). تحتوي على أزهار منفردة ذات بتلات وردية إلى أرجوانية وواحدة أو اثنتين من الكاربيل لكل زهرة .